# Merlin (Film)
Merlin ist ein britisch-US-amerikanischer Fernsehzweiteiler aus dem Jahr 1998, der die Artussage aus der Sicht des berühmtesten Zauberers der britannischen Mythologie erzählt. Die Titelrolle des Merlin spielt Sam Neill unter der Regie von Steve Barron.

## Handlung
Mab, die Göttin der Feen und finstere Königin des Alten Glaubens, fürchtet die Ausbreitung des Christentums, da ihre Macht und Existenz an den Glauben der Menschen gebunden sind. Also benutzt sie ihre Zauberkraft, um einer jungen Frau ein Kind einzupflanzen, das die Sterblichen auf den Alten Glauben zurückführen soll. In einem Haus im Wald erblickt das Kind, ein Knabe genannt Merlin, das Licht der Welt. Seine Mutter stirbt bei der Geburt und so wird er von einer früheren Anhängerin Mabs, Ambrosia, aufgezogen. Als der Junge achtzehn Jahre alt ist, erkennt er seine Zauberkräfte. Zusammen mit ihrem Diener, dem Kobold Frik beginnt Mab, Merlins jahrelange Studien zu leiten. Heimlich jedoch interessiert den jungen Mann nur eines: die Liebe zu Nimue, einem schönen Mädchen, dem er das Leben rettet. Eines Tages erfährt er, dass Mab seine Mutter bei seiner Geburt hat sterben lassen und seine geliebte Ziehmutter Ambrosia schwer erkrankt ist. Er macht sich auf den Weg zu Ambrosia. Als er eintrifft, findet er sie nach einem Streit zwischen ihr und Mab sterbend vor. Er macht Mab für den Tod seiner Mutter und Ambrosias verantwortlich und wendet sich voll Zorn von ihr ab. Er schwört, nie wieder Magie anzuwenden, es sei denn gegen Mab und ihre Handlanger.
Weitere Jahre gehen ins Land, König um König wird gestürzt, nur um einem noch größeren Tyrannen Platz zu machen. So kommt der grausame Lord Vortigern an die Krone. Er beabsichtigt, einen Turm auf einem Hügel errichten zu lassen, jedoch stürzt das Bauwerk immer wieder ein. Durch einen Trick von Königin Mab erfährt der grausame Herrscher von Merlin und dessen Zauberkraft. Angeblich soll das Bauwerk intakt bleiben, wenn er das Blut des Zauberers mit dem Mörtel vermischt. Der kluge Merlin kann Vortigern jedoch davon überzeugen, dass er ihm lebendig mehr nützt, und stellt sich als Zauberer und Wahrsager in seinen Dienst. Der Winter kommt und Uther Pendragon, Heerführer und Anhänger des Christentums, steht mit seinem Heer an der Grenze des Reiches. Merlin bringt Pendragons und Vortigerns Heere dazu, entgegen aller Tradition im Winter gegeneinander zu kämpfen, da er hofft, dass Uther ein besserer Mensch und König sein wird. Er hat aber die Rechnung ohne Mabs Intrigen gemacht. Sie bringt Vortigern dazu, Nimue, die die Tochter eines seiner Vasallen ist, einem Drachen zu opfern, um damit den Segen der alten Götter für die Schlacht zu empfangen. So verleitet sie Merlin dazu, zum ersten Mal seit Jahren seine Zauberkräfte wieder einzusetzen. Er kann Nimues Leben retten und den Drachen besiegen, doch ihr Gesicht wurde von der feuerspeienden Bestie verbrannt. Entstellt zieht sie sich in ein Kloster auf der Insel Avalon zurück. Merlin ist verzweifelt, erhält jedoch unvermutet Hilfe ausgerechnet von Mabs Schwester, der Herrin vom See. Sie schenkt ihm das magische Schwert Excalibur, mit dessen Macht er Vortigern in den eisigen Fluten des zugefrorenen Flusses, auf dem die Schlacht tobt, ertrinken lässt und damit Uther die Krone zuschanzt.
Gerade als Merlin denkt, er habe einem guten Mann den Weg zum Thron geebnet, beginnen die Kämpfe von neuem. König Uther hat sich in Igraine, die Frau seines Verbündeten Herzog Cornwall, verliebt und begehrt sie. Um weiteres Blutvergießen zu vermeiden, willigt Merlin ein, ihm mit einem Zauber Zugang zu Lady Igraines Schlafgemach zu verschaffen: Er verwandelt Uther vorübergehend in ein Ebenbild des Herzogs. Aus dieser Verbindung, so sagt Merlin voraus, werde ein Knabe namens Artus entstehen. Außerdem nimmt Merlin Uther das Schwert Excalibur wieder ab und stößt es in einen Felsen, wo es auf einen guten und gerechten Herrscher, in der Gestalt von Artus, warten soll.
Merlin ist nicht mehr bereit, Risiken einzugehen und kümmert sich persönlich um die Erziehung und Ausbildung von Artus. Eines Tages verbreitet sich die Kunde, dass der inzwischen wahnsinnig gewordene Uther Selbstmord begangen habe. Die Zeit ist für Artus gekommen, das Schwert aus dem Stein zu ziehen und seinen legitimen Platz als König einzunehmen. Nun, so denkt Merlin, könne er sich zurückziehen und zusammen mit Nimue, die durch einen Pakt mit Mab von ihren Verbrennungen geheilt ist, friedlich in einer verzauberten Höhle leben. Doch die dunkle Königin hat bereits neue Ränke geschmiedet. Mit List und Tücke bringt sie den ahnungslosen Artus dazu, mit seiner Halbschwester Morgan le Fay, Tochter des Herzogs und der Lady Igraine, einen Sohn zu zeugen, Mordred, der einen rechtmäßigen Anspruch auf den Thron hat und unter der Erziehung seiner machthungrigen Mutter und seiner „Tante“ Mab zu einem sadistischen, grausamen Unhold heranwächst.
Der durch Zauberkraft frühzeitig zum Mann herangewachsene Mordred sät Unfrieden in Artus’ Königreich Camelot, und es kommt zum Krieg, in dem beide umkommen. Merlin, der die magische Höhle verlassen und sie damit, durch Mabs Zauber, versiegelt hat, so dass er seine Nimue niemals wieder sehen soll, kann nur noch zusehen, wie Artus stirbt. Der weiteren Intrigen müde, gibt Merlin Excalibur zurück an die Herrin vom See und rüstet nun zum letzten großen Kampf gegen Mab. Unterstützt wird er dabei von den überlebenden Rittern der Tafelrunde, die den Tod ihres Königs rächen wollen, und von Frik, der die Seiten gewechselt hat, nachdem Mab seine geliebte Morgan getötet hat.
Nach einem dramatischen Duell der magischen Kräfte wendet Merlin sich von Mab ab und beschließt, diese einfach zu vergessen. Die Menschen tun es ihm gleich und Mab, die ihre Hoffnung, im Glauben der Menschen fortzubestehen, in Merlin gesetzt hatte, löst sich wie alle Götter, die ihre Bedeutung verlieren, in Nichts auf.
Viele Jahre später ist Merlin ein alter Mann, seine Kräfte sind nahezu völlig versiegt, und er verdient sich sein Brot als Geschichtenerzähler. Eines Tages, nachdem er die Geschichte seines Lebens erzählt hat, besucht Frik ihn und berichtet, dass er Nimue getroffen habe, die noch immer auf ihn warte. Kurz nachdem Mab verschwunden war, hat auch die magische Barriere vor der Höhle ihre Wirkung verloren und Nimue in die Freiheit entlassen. Sofort macht Merlin sich auf den Weg zu ihr. Bei ihr angekommen, verbraucht er den letzten Rest seiner Zauberkraft, um sich und Nimue zu verjüngen und so die gemeinsamen Jahre nachzuholen, die ihnen gestohlen wurden.

## Synchronisation
| Rolle                    | Darsteller           | Synchronsprecher        |
| ------------------------ | -------------------- | ----------------------- |
| Merlin                   | Sam Neill            | Frank Glaubrecht        |
| junger Merlin            | Daniel Brocklebank   | Gerrit Schmidt-Foß      |
| Königin Mab              | Miranda Richardson   | Barbara Ratthey         |
| Herrin vom See           | Miranda Richardson   | Anita Lochner           |
| Frik                     | Martin Short         | Lutz Mackensy           |
| Nimue                    | Isabella Rossellini  | Susanna Bonasewicz      |
| Morgan le Fay            | Helena Bonham Carter | Diana Borgwardt         |
| Lord Vortigern           | Rutger Hauer         | Thomas Danneberg        |
| König Uther Pendragon    | Mark Jax             | Bernd Schramm           |
| Ambrosia                 | Billie Whitelaw      | Bettina Schön           |
| König Artus Pendragon    | Paul Curran          | Oliver Feld             |
| Königin Guinevere        | Lena Headey          | Carola Ewert            |
| Sir Lancelot of the Lake | Jeremy Sheffield     | Uwe Büschken            |
| Mordred                  | Jason Done           | Michael Iwannek         |
| König Constant           | John Gielgud         | Wolf Rüdiger Reutermann |
| Gawain                   | Sebastian Roché      | Torsten Michaelis       |
| Vortigerns Wahrsager     | Peter Woodthorpe     | Hans Teuscher           |

## Hintergrund
Der Film wurde komplett in Großbritannien gedreht. Die meisten Außenaufnahmen entstanden im Nationalpark Snowdonia in Wales. Weitere Aufnahmen entstanden in den Londoner Pinewood Studios. An den Tricks arbeitete auch die Firma von „Muppets“-Erfinder Jim Henson.
Merlin hatte am 26. April 1998 seine Fernsehpremiere in den USA, bei der 56 Millionen Amerikaner das finstere Geschehen um den mächtigen Zauberer verfolgten. In Deutschland wurden die beiden Teile erstmals am 17. und 19. Oktober 1998 bei RTL ausgestrahlt. Am 1. Februar 2007 erschien der Film auf DVD (Schröder Media DVD Collection).

## Kritiken
Für das Lexikon des internationalen Films war Merlin „[e]in mit vielen Stars attraktiv bestückter Fernseh-Fantasyfilm in zwei Teilen, der sich an Motive der Artus-Sage anlehnt und durch seine Vielzahl von Effekten u. a. aus ‚Jim Hensons Creature Shop‘ durchaus unterhält“. Dabei käme jedoch das „Märchenhafte der Legende […] jenseits dieser Trickmaschinerie freilich ebenso wenig zum Tragen wie der philosophische Kern der Legende vom archaischen Kampf zwischen Gut und Böse sowie der Suche des Menschen nach Lebenssinn und Erlösung“. Prisma sah ein „starbesetzte Fantasy-Spektakel“, das von Regisseur Steve Barron „effektvoll und düster inszeniert“ wurde.

## Auszeichnungen
Die Miniserie Merlin wurde mit vier Emmys ausgezeichnet:
- Bestes Szenenbild
- Bestes Kostümdesign
- Beste Maske
- Beste Spezialeffekte

und in elf weiteren Kategorien nominiert:
- Bester Film
- Bester männlicher Hauptdarsteller: Sam Neill
- Bester männlicher Nebendarsteller: Martin Short
- Beste weibliche Nebendarstellerin: Helena Bonham Carter
- Beste Regie
- Bestes Drehbuch
- Beste Musik
- Beste Kamera
- Bester Schnitt
- Bester Tonschnitt
- Beste Besetzung

## Fortsetzung
In der zweiteiligen Fortsetzung Merlin 2 – Der letzte Zauberer (2006) übernahm erneut Sam Neill die Rolle des Merlin. Der deutsche Titel ist jedoch irreführend, da der junge Zauberlehrling Jack die eigentliche Hauptfigur ist. Merlin selbst stirbt im Verlauf der Handlung. Der Originaltitel Merlin’s Apprentice (dt. „Merlins Schüler“) erweist sich als treffender. Auch inhaltlich nimmt Merlin 2 – Der letzte Zauberer kaum Bezug auf die erste Miniserie und kann daher eher als eigenständige Geschichte angesehen werden.